# Equació de Kapustinski
L'equació de Kapustinski permet calcular de forma teòrica l'energia reticular, UL, d'un cristall iònic, quan no es coneix la seva estructura. Fou desenvolupada pel químic rus Anatoli Kapustinski el 1956.
- K = 1,21262×10−4 J·m·mol−1
- d = 3,45×10−11 m
- ν : és el nombre d'ions a la fórmula empírica.
- z+ : és el nombre de càrregues del catió.
- z− : és el nombre de càrregues de l'anió.
- r+ : és el radis del catió, (m)
- r− : és el radi de l'anió, (m).

El primer càlcul teòric de l'energia reticular d'un cristall iònic el realitzaren els físics alemanys Max Born i Alfred Landé el 1918. La fórmula consta de dos termes: el més important contempla l'atracció electroestàtica entre càrregues de diferent signe (cations i anions), i és el que dona lloc a l'enllaç iònic amb una disminució de l'energia potencial entre els ions enllaçats; el segon terme és de repulsió i només actua a molt curtes distàncies augmentant a un ritme molt elevat com menor és la distància. Aquest terme evita que xoquin els ions de diferent signe i quedin situats a una certa distància d'equilibri, és degut a la repulsió dels electrons de les capes més externes dels ions quan se superposen els seus niguls electrònics. La fórmula és:
on:
- NA = 6,022×1023: Nombre d'Avogadro;
- M : Constant de Madelung, relativa a la geometria de la xarxa cristal·lina;
- z+ : nombre de càrregues positives corresponents al catió;
- z− : nombre de càrregues negatives de l'anió;
- e = 1,6022×10−19 C: Càrrega elemental;
- K0 = 8,99×109 N·m²/C² és el valor de la constant elèctrica en el buit;
- r0 : Distància entre els nuclis atòmics del ions veïns (m);
- n : Exponent de Born, valor entre 5 i 14, que considera la repulsió entre niguls electrònics dels ions veïns.

Si hom coneix totes aquestes magnituds és possible emprar l'equació de Born-Landé. Tanmateix moltes vegades algunes d'aquestes magnituds no es coneixen perquè no es coneix l'estructura cristal·lina, que s'ha d'obtenir experimentalment mitjançant difracció de raigs X, la qual cosa impedeix calcular la constant de Madelung i conèixer la distància entre ions. També en determinades estructures complexes no es pot calcular la constant de Madelung encara que l'estructura sigui coneguda. Kapustinskii observà que la constant de Madelung, la distància entre nuclis i la fórmula empírica d'un compost iònic es troben totalment interrelacionades.

## Deducció
Kapustinskii reordenà l'equació de Born-Mayer: 
de la següent manera:
i definí un coeficient estructural {\displaystyle \alpha ={\frac {M}{\nu /2}}={\frac {2M}{\nu }}}
de manera que l'equació queda:
Kapustinskii descobrí que quan es passava d'un tipus d'estructura cristal·lina a una altra d'índex de coordinació diferents, les variacions de {\displaystyle \alpha } i r0 eren semblants, de manera que la seva relació es mantenia constant. Per la qual cosa, qualsevol xarxa cristal·lina pot transformar-se en una xarxa tipus clorur de sodi (coordinació 6:6) sense que canviï el valor de l'energia reticular.